# Orco

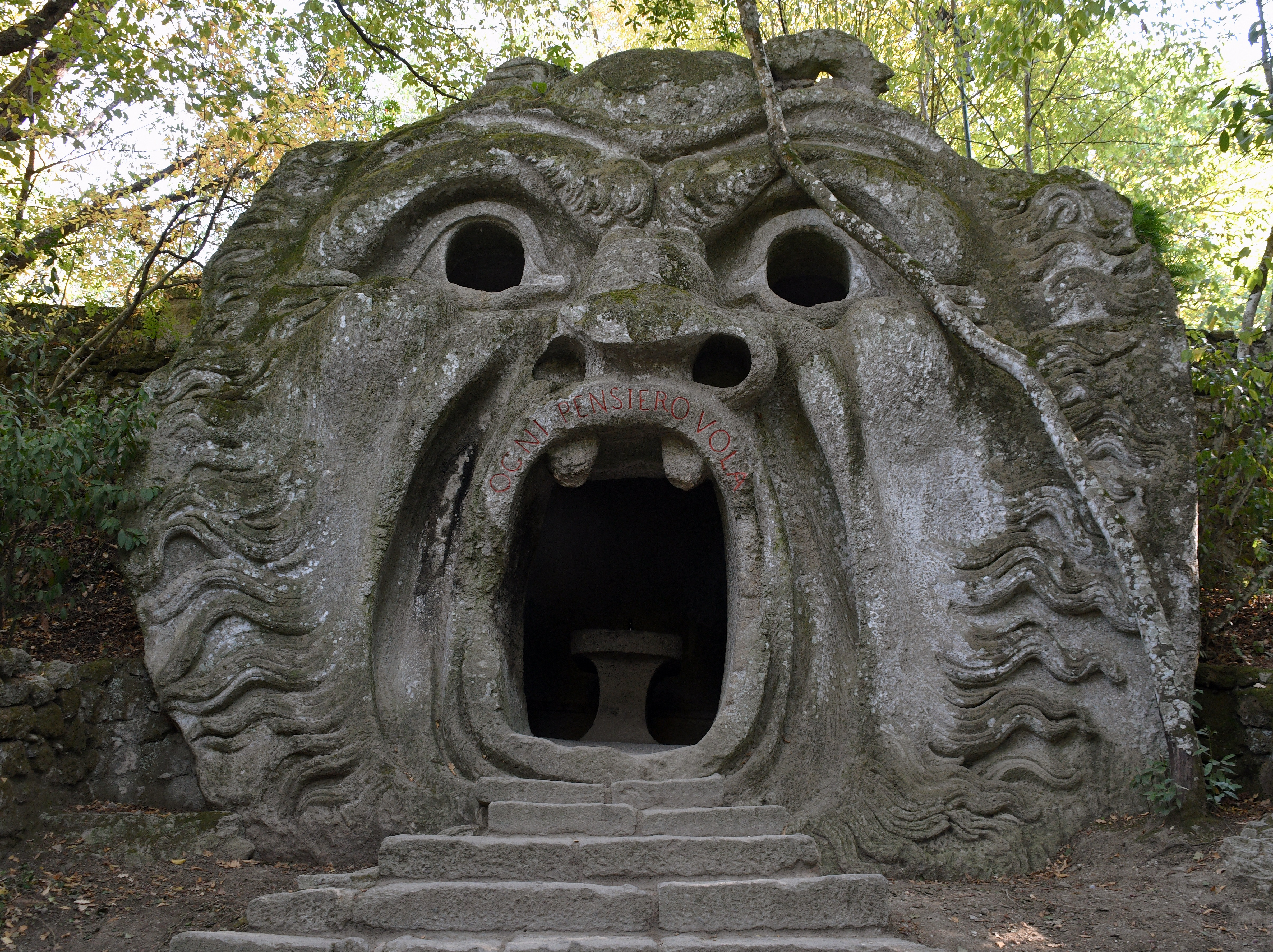
Monstro no Parque dos Monstros (Bomarzo)

Orco (em latim: Orcus), na mitologia romana, era o deus do submundo, punidor daqueles que quebravam juramentos. Da mesma forma que acontecia na mitologia grega com Hades, o nome do deus também foi usado para o próprio submundo.
"Nas crenças populares romanas, Orco é o espírito da morte, que dificilmente se distingue dos Infernos, morada dos mortos. Nas pinturas funerárias dos túmulos etruscos, aparece sob a forma de um gigante cabeludo, barbudo e hirsuto. Pouco a pouco, esse espírito foi-se aproximando dos deuses helenizados e Orco passou a ser apenas um dos nomes de Plutão ou de Dis Pater. Mas Orco permaneceu vivo na língua familiar, enquanto as duas outras divindades pertenciam à mitologia erudita."
Um templo de Orco pode ter existido no monte Palatino, em Roma.